# 49a Brigada Mixta (Exèrcit Popular de la República)
La 49a Brigada Mixta va ser una unitat militar del Exèrcit Popular Espanyol, creada durant la Guerra Civil Espanyola en defensa de la Segona República Espanyola.

## Orígens
La unitat es va organitzar al febrer de 1937, en el front de Guadalajara, amb els batallons "Pablo Iglesias", "Triomf", "Guadalajara núm. 1" i "Guadalajara núm. 2". El comandament va anar sumint el comandament el Tinent coronel d'Infanteria Ángel de la Macorra Carratalá, que en començar la contesa era comandant retirat. La Brigada es va integrar en la 12a Divisió (més tard, integrada en el IV Cos d'Exèrcit).

## Historial d'operacions
El 9 de març de 1937 es va desplaçar des de Madrid al front de Guadalajara i es va sumar a les forces que es van oposar a l'ofensiva del Cos Expedicionari italià. Acabada la batalla, la unitat va iniciar un anar i venir per diferents fronts: el 14 de maig es va desplaçar a Extremadura, per a incorporar-se posteriorment a l'Agrupació Autònoma de Conca, marxar al Front d'Osca i, finalment, tornar a Madrid a temps per a intervenir en l'ofensiva de Brunete.
El 8 de juliol va entrar a l'avantguarda i, tres dies més tard, es va incorporar a la Divisió "A" amb l'encàrrec d'avançar des de Portillera de las Rozas fins al Vèrtex Cristo i per la carretera de Majadahonda a Boadilla del Monte fins al Vèrtex Manilla, a esquena de Romanillos. El 12 de juliol, va passar al flanc dret i, dos dies més tard, va ser agregada a la "Divisió Durán". En la nit del 24 al 25 de juliol va rellevar a la 10a Brigada Mixta al riu Perales. Ja en els últims moments de la batalla va passar a formar part del V Cos d'Exèrcit i, a la seva finalització, de la 47a Divisió del XVIII Cos d'Exèrcit.
Va assumir llavors el comandament de la unitat el major de milícies Emeterio Rodríguez Sanabria, amb la qual va intervenir en la batalla de Terol i en l'Alfambra. Durant aquesta última, en els seus atacs a la cota 961 els dies 7 i 10 de gener, va resultar minvada; Només en el primer d'aquests dies va sofrir 213 baixes. El 3 d'abril, es trobava en el punt de ruptura del front d'Aragó atacat per les forces del general Aranda, i va haver d'abandonar la primera línia a causa del crebant sofert. El 30 de maig, va tornar a ser durament copejada en el sector Ares del Maestrat-La Flama. A principis de juny es trobava defensant Castelló de la Plana, però el dia 15 va haver de ser retirada definitivament per a la seva reorganització. Després de la batalla de Llevant va ser nomenat cap de la unitat el Major de milícies Fernando Gil Ferragut i la Brigada va ser traslladada al front Sud.
El 12 de febrer de 1939 la brigada estava sent traslladada per ferrocarril al front de Llevant quan el tren en què era transportada va ser bombardejat a l'estació de Xàtiva. Dels al voltant de 130 morts que va haver-hi, un centenar van ser militars pertanyents a la Brigada mixta. Les baixes de la Brigada van ser molt elevades, fins al punt que es va renunciar a la seva reconstrucció, repartint els supervivents entre altres unitats del Exèrcit republicà.

## Comandaments
Comandants
- Tinent coronel d'infanteria Ángel de la Macorra Carratalá;
- Major de milícies Arturo Zanoni Baniotto;
- Comandant d'infanteria Fulgencio González Gómez;
- Major de milícies Emeterio Rodríguez Sanabria;
- Major de milícies Fernando Gil Ferragut;

Comissaris
- Francisco Antón Sanz, del PCE;
- Sòcrates Gómez Palazón, de les JSU;